# Liste der Naturdenkmale in Calau
Die Liste der Naturdenkmale in Calau nennt die Naturdenkmale in Calau im Landkreis Oberspreewald-Lausitz in Brandenburg.
In den Spalten befinden sich folgende Informationen:
- Nr.: Identifizierungsnummer nach veröffentlichter Liste. Sie wird von der unteren Naturschutzbehörde des Landkreises oder der kreisfreien Stadt vergeben. Wenn sie bekannt ist, wird sie angegeben. In dieser Spalte kann sich zusätzlich das Wort Wikidata befinden, der entsprechende Link führt zu Angaben zu diesem Naturdenkmal bei Wikidata.
- Bezeichnung: Benennung des Naturdenkmals, in der Regel wird bei Bäume die Baumart genannt. Bekannte Eigennamen werden mit angegeben.
- Gemarkung: Ort oder Gemarkung, in der sich das Naturdenkmal befindet
- Lage: Nennt die Lage des Naturdenkmals im jeweiligen Ortsteil und die geografischen Koordinaten des Naturdenkmals. Link zu einem Kartenansichtstool, um Koordinaten zu setzen. In der Kartenansicht sind Naturdenkmale ohne Koordinaten mit einem roten beziehungsweise orangen Marker dargestellt und können in der Karte gesetzt werden. Denkmale ohne Bild sind mit einem blauen bzw. roten Marker gekennzeichnet, Denkmale mit Bild mit einem grünen beziehungsweise orangen Marker.
- Beschreibung: die Beschreibung des Naturdenkmales
- Schutzzweck: Erläutert den Grund der Unterschutzstellung
- Bild: Zeigt ein Bild des Naturdenkmales und gegebenenfalls ein Link zu weiteren Fotos im Medienarchiv Wikimedia Commons

## Buckow
| Bild | Bezeichnung                        | Lage                                                                             | Beschreibung | Schutzzweck | Nummer |
| ---- | ---------------------------------- | -------------------------------------------------------------------------------- | ------------ | ----------- | ------ |
| BW   | Gemeine Esche (Fraxinus excelsior) | Buckow, nordwestlich der Kirche (51° 45′ 40,3″ N, 13° 54′ 41,7″ O)               |              |             | 0703-1 |
| BW   | Sommerlinde (Tilia platyphyllos)   | Buckow, vor der Ruine des ehemaligen Gutshauses (51° 45′ 43″ N, 13° 54′ 49,3″ O) |              |             | 0703-2 |

## Cabel
| Bild                           | Bezeichnung                      | Lage                                                                                     | Beschreibung | Schutzzweck | Nummer |
| ------------------------------ | -------------------------------- | ---------------------------------------------------------------------------------------- | ------------ | ----------- | ------ |
| BW                             | Sommerlinde (Tilia platyphyllos) | Werchow, im Park, ca. 130 m nördlich vom Bergschlösschen (51° 43′ 2″ N, 13° 56′ 37,2″ O) |              |             | 0704-1 |
| BW                             | Stieleiche (Quercus robur)       | Werchow, östlich neben dem Bergschlösschen (51° 42′ 57,7″ N, 13° 56′ 37,1″ O)            |              |             | 0704-2 |
| BW                             | Stieleiche (Quercus robur)       | Werchow, 20 m nördlich vom Bergschlösschen (51° 42′ 57,9″ N, 13° 56′ 34,9″ O)            |              |             | 0704-3 |
| Weitere Bilder Fotos hochladen | Sommerlinde (Tilia platyphyllos) | Werchow, an der Dorfstraße Bushaltestelle (51° 43′ 8,5″ N, 13° 56′ 33,6″ O)              |              |             | 0704-4 |

## Calau
| Bild                           | Bezeichnung                            | Lage | Beschreibung | Schutzzweck | Nummer  |
| ------------------------------ | -------------------------------------- | --- | ------------ | ----------- | ------- |
| BW                             | Blutbuche (Fagus sylvatica ,Purpurea’) | Calau, Altenauer Straße 82, Hof alte Försterei (51° 44′ 40,2″ N, 13° 58′ 30,9″ O)                          |              |             | 0700-1  |
| BW                             | Feldahorn (Acer campestre)             | Calau, Bahnhof, an der ehemaligen Brennerei (51° 44′ 16,2″ N, 13° 58′ 42,2″ O)                             |              |             | 0700-2  |
| Fotos hochladen                | Robinie (Robinia pseudoacacia)         | Calau, Katasteramt Parkstraße 4, westliche am Eingang (51° 44′ 43,2″ N, 13° 57′ 11,8″ O)                   |              |             | 0700-3  |
| BW                             | Rotbuche (Fagus sylvatica)             | Calau, Karl-Marx-Straße 127, 15 m westlich vom Verwaltungsgebäude (51° 44′ 38,7″ N, 13° 57′ 34,9″ O)       |              |             | 0700-4  |
| Fotos hochladen                | Stieleiche (Quercus robur)             | Calau, Karl-Marx-Straße 126, am Wohngebäude (51° 44′ 39,6″ N, 13° 57′ 33,9″ O)                             |              |             | 0700-5  |
| Fotos hochladen                | Stieleiche (Quercus robur)             | Calau, Friedenseiche am Busbahnhof (51° 44′ 51,3″ N, 13° 57′ 10,2″ O)                                      |              |             | 0700-6  |
| Fotos hochladen                | Stieleiche (Quercus robur)             | Calau, Mühlenstraße, Einmündung Thälmannstraße, im Kreuzungsbereich (51° 44′ 35,8″ N, 13° 58′ 4,4″ O)      |              |             | 0700-7  |
| Fotos hochladen                | Stieleiche (Quercus robur)             | Calau, Eingang zum Friedhof vom Lindengarten (51° 44′ 51,9″ N, 13° 57′ 37,4″ O)                            |              |             | 0700-8  |
| Fotos hochladen                | Stieleiche (Quercus robur)             | Calau, am Denkmal für die Gefallenen des Deutsch-Franz. Krieges 1870/71 (51° 44′ 48,1″ N, 13° 57′ 16,7″ O) |              |             | 0700-9  |
| Weitere Bilder Fotos hochladen | Stieleiche Napoleon (Quercus robur)    | Calau, an der Straße von Calau nach Werchow (51° 44′ 29,2″ N, 13° 57′ 2,9″ O)                              |              |             | 0700-10 |

## Craupe
| Bild | Bezeichnung                        | Lage | Beschreibung | Schutzzweck | Nummer |
| ---- | ---------------------------------- | --- | ------------ | ----------- | ------ |
| BW   | Stieleiche (Quercus robur)         | Craupe, an Straße nach Gollmitz, 900 m nördlich nach der Einfahrt zum Friedhofsweg (51° 42′ 44,9″ N, 13° 52′ 4″ O)                                                        |              |             | 0705-1 |
| BW   | Stieleiche/Bastard (Quercus robur) | Craupe, an der Straße von Craupe nach Radensdorf, an der rechten Straßenseite ca. 580 m vor dem Abzweig in Radensdorf nach Groß Mehßow (51° 43′ 18,7″ N, 13° 50′ 44,9″ O) |              |             | 0705-2 |

## Gollmitz
| Bild                           | Bezeichnung                      | Lage                                                                                             | Beschreibung | Schutzzweck | Nummer |
| ------------------------------ | -------------------------------- | ------------------------------------------------------------------------------------------------ | ------------ | ----------- | ------ |
| Weitere Bilder Fotos hochladen | Winterlinde (Tilia cordata)      | Gollmitz, im Garten vor dem Wohnhaus Rutzkauer Straße 1 (51° 41′ 56,6″ N, 13° 52′ 28,6″ O)       |              |             | 0708-1 |
| BW                             | Sommerlinde (Tilia platyphyllos) | Settinchen, 10 m südlich vom Grundstück Gosdaer Straße 6 (51° 42′ 12″ N, 13° 55′ 14,5″ O)        |              |             | 0724-1 |
| BW                             | Sommerlinde (Tilia platyphyllos) | Settinchen, ca. 20 m östlich von Bienenpension, Gosdaer Straße (51° 42′ 9,6″ N, 13° 55′ 16,9″ O) |              |             | 0724-2 |

## Groß Jehser
| Bild                           | Bezeichnung                      | Lage | Beschreibung | Schutzzweck | Nummer |
| ------------------------------ | -------------------------------- | --- | ------------ | ----------- | ------ |
| Weitere Bilder Fotos hochladen | Sommerlinde (Tilia platyphyllos) | Groß Jehser, am Zaun westlich der Kirche (51° 46′ 24,3″ N, 13° 52′ 21,3″ O)                                        |              |             | 0709-1 |
| Weitere Bilder Fotos hochladen | Stieleiche (Quercus robur)       | Groß Jehser, Bushaltestelle, ca. 30 m westlich der Schrake (51° 46′ 24,4″ N, 13° 52′ 35,4″ O)                      |              |             | 0709-2 |
| Weitere Bilder Fotos hochladen | Stieleiche (Quercus robur)       | Mallenchen, südlich von Ortlage, ca. 100 m östlich der Straße nach Klein Mehßow (51° 45′ 19,6″ N, 13° 51′ 38,6″ O) |              |             | 0714-1 |
| Weitere Bilder Fotos hochladen | Stieleiche (Quercus robur)       | Mallenchen, südlich Ortslage, ca. 120 m östlich der Straße nach Klein Mehßow (51° 45′ 19,9″ N, 13° 51′ 39,7″ O)    |              |             | 0714-2 |
| BW                             | Stieleiche (Quercus robur)       | Mallenchen, 10 m nordwestlich vom Friedhof (51° 45′ 39,7″ N, 13° 51′ 33″ O)                                        |              |             | 0714-3 |

## Groß Mehßow
| Bild | Bezeichnung                    | Lage | Beschreibung | Schutzzweck | Nummer |
| ---- | ------------------------------ | --- | ------------ | ----------- | ------ |
| BW   | Stieleiche (Quercus robur)     | Groß Mehßow, in der Mitte des Friedhofs (51° 43′ 57,7″ N, 13° 49′ 59,4″ O)                                                   |              |             | 0710-1 |
| BW   | Stieleiche (Quercus robur)     | Groß Mehßow, am Eingang zum Friedhof, westlicher / linker Baum (51° 43′ 59,5″ N, 13° 49′ 59,2″ O)                            |              |             | 0710-2 |
| BW   | Stieleiche (Quercus robur)     | Groß Mehßow, am Eingang zum Friedhof, östlicher / rechter Baum (51° 43′ 59,5″ N, 13° 49′ 59,5″ O)                            |              |             | 0710-3 |
| BW   | Stieleiche (Quercus robur)     | Groß Mehßow, im Hof der Ortsteilverwaltung (51° 44′ 0,6″ N, 13° 49′ 38″ O)                                                   |              |             | 0710-4 |
| BW   | Platane (Platanus x hispanica) | Klein Mehßow, vor dem ehemaligen Gutshaus, nördlicher / rechter Baum (51° 44′ 20,6″ N, 13° 50′ 59,3″ O)                      |              |             | 0713-1 |
| BW   | Platane (Platanus x hispanica) | Klein Mehßow, vor dem ehemaligen Gutshaus, südlicher / linker Baum (51° 44′ 20,2″ N, 13° 50′ 59,1″ O)                        |              |             | 0713-2 |
| BW   | Stein                          | Klein Mehßow, am Waldrand an der Gemarkungsgrenze zwischen Klein Mehßow/Kemmen/Mallenchen (51° 44′ 33,2″ N, 13° 52′ 40,3″ O) |              |             | 0713-3 |

## Kemmen
| Bild | Bezeichnung                | Lage | Beschreibung | Schutzzweck | Nummer |
| ---- | -------------------------- | --- | ------------ | ----------- | ------ |
| BW   | Stieleiche (Quercus robur) | Kemmen, zweistämmige Stieleiche am Rand einer Streuobstwiese östlich Kemmen (51° 43′ 59,6″ N, 13° 54′ 54,9″ O) |              |             | 0712-1 |
| BW   | Teufelsstein               | Kemmen, im Kemmener Forst (51° 42′ 31″ N, 13° 54′ 8,7″ O)                                                      |              |             | 0712-2 |

## Saßleben
| Bild                           | Bezeichnung                           | Lage | Beschreibung | Schutzzweck | Nummer |
| ------------------------------ | ------------------------------------- | --- | ------------ | ----------- | ------ |
| Fotos hochladen                | Rosskastanie (Aesculus hippocastanum) | Kalkwitz, Grundstück gegenüber der Kirche, an der Dorfstraße (51° 46′ 34,8″ N, 13° 59′ 31,3″ O)                             |              |             | 0711-1 |
| Weitere Bilder Fotos hochladen | Rosskastanie (Aesculus hippocastanum) | Kalkwitz, östlich der Kirche (51° 46′ 34,4″ N, 13° 59′ 29,2″ O)                                                             |              |             | 0711-2 |
| Fotos hochladen                | Sommerlinde (Tilia platyphyllos)      | Kalkwitz, westlich der Kirche (51° 46′ 34,5″ N, 13° 59′ 27,3″ O)                                                            |              |             | 0711-3 |
| Fotos hochladen                | Stieleiche (Quercus robur)            | Kalkwitz, östlich vom Friedhof, am Eingang zum Pfarrgrundstück, nördlicher / linker Baum (51° 46′ 32,8″ N, 13° 59′ 25,1″ O) |              |             | 0711-4 |
| Fotos hochladen                | Stieleiche (Quercus robur)            | Kalkwitz, östlich vom Friedhof, am Eingang zum Pfarrgrundstück, südlicher / rechter Baum (51° 46′ 32,4″ N, 13° 59′ 25,5″ O) |              |             | 0711-5 |
| BW                             | Stieleiche (Quercus robur)            | Reuden, ca. 190 m südlich der Ortslage (51° 45′ 4,8″ N, 14° 0′ 15,2″ O)                                                     |              |             | 0718-1 |
| BW                             | Stieleiche (Quercus robur)            | Reuden, ca. 200 m südlich der Ortslage (51° 45′ 4,2″ N, 14° 0′ 15,4″ O)                                                     |              |             | 0718-2 |
| BW                             | Stieleiche (Quercus robur)            | Reuden, ca. 250 m südlich der Ortslage (51° 45′ 2,8″ N, 14° 0′ 16,1″ O)                                                     |              |             | 0718-3 |
| Fotos hochladen                | Sommerlinde (Tilia platyphyllos)      | Saßleben, auf Grundstück Mühlenweg 2 (51° 45′ 19,1″ N, 13° 59′ 9,7″ O)                                                      |              |             | 0721-1 |
| Fotos hochladen                | Winterlinde (Tilia cordata)           | Saßleben, südwestlich der Kirche (51° 45′ 35,7″ N, 13° 59′ 11,3″ O)                                                         |              |             | 0721-2 |
| Fotos hochladen                | Riesenlebensbaum (Thuja plicata)      | Saßleben, Park Eingang links, am Weg zur Parkinsel (51° 45′ 38″ N, 13° 59′ 26,2″ O)                                         |              |             | 0721-3 |
| Fotos hochladen                | Stieleiche (Quercus robur)            | Saßleben, am Friedhofseingang (51° 45′ 25,8″ N, 13° 58′ 44,5″ O)                                                            |              |             | 0721-4 |
| Fotos hochladen                | Roteiche (Quercus rubra)              | Saßleben, am Kriegerdenkmal (51° 45′ 32,9″ N, 13° 59′ 6,8″ O)                                                               |              |             | 0721-5 |
| Fotos hochladen                | Stieleiche (Quercus robur)            | Saßleben, nordwestlicher Rand des Parks, an der Grabenböschung (51° 45′ 43,9″ N, 13° 59′ 20,5″ O)                           |              |             | 0721-6 |

## Werchow
| Bild                           | Bezeichnung                  | Lage | Beschreibung | Schutzzweck | Nummer |
| ------------------------------ | ---------------------------- | --- | ------------ | ----------- | ------ |
| BW                             | Rotbuche (Fagus sylvatica)   | Werchow, südlich der Quelle "Goldborn" (51° 43′ 15,3″ N, 13° 57′ 15,2″ O)                                                      |              |             | 0725-1 |
| BW                             | Hainbuche (Carpinus betulus) | Werchow, steht an Wegekreuzung der Mühlenstraße 15, Calau OT Werchow, westlicher/linker Baum (51° 44′ 5,4″ N, 13° 57′ 28,9″ O) |              |             | 0725-2 |
| BW                             | Hainbuche (Carpinus betulus) | Werchow, steht an Wegekreuzung der Mühlenstraße 15, Calau OT Werchow, östlicher/rechter Baum (51° 44′ 5,4″ N, 13° 57′ 29,3″ O) |              |             | 0725-3 |
| Weitere Bilder Fotos hochladen | Quelle                       | Werchow, Quelle "Goldborn" (51° 43′ 15,4″ N, 13° 57′ 15,2″ O)                                                                  |              |             | 0725-4 |
| BW                             | Stieleiche (Quercus robur)   | Werchow, östlich von Schnieses Weinberg, südlich der Weinbergstraße (51° 43′ 25″ N, 13° 56′ 45,4″ O)                           |              |             | 0725-5 |

## Zinnitz
| Bild                           | Bezeichnung                           | Lage                                                                         | Beschreibung | Schutzzweck | Nummer |
| ------------------------------ | ------------------------------------- | ---------------------------------------------------------------------------- | ------------ | ----------- | ------ |
| Weitere Bilder Fotos hochladen | Rosskastanie (Aesculus hippocastanum) | Bathow, östlich Gemeindehaus (51° 47′ 12,2″ N, 13° 52′ 46,3″ O)              |              |             | 0701-1 |
| Weitere Bilder Fotos hochladen | Stieleiche (Quercus robur)            | Zinnitz, Chausseestr.1, hinter dem Gehöft (51° 47′ 51,8″ N, 13° 51′ 25,3″ O) |              |             | 0726-1 |
| Fotos hochladen                | Stieleiche (Quercus robur)            | Zinnitz, Zentrum des Friedhofs (51° 47′ 45,7″ N, 13° 51′ 13,4″ O)            |              |             | 0726-2 |